# Тай-брейк
Тай-брейк (від англ. tie — нічия і англ. break — ламати) — процедура швидкого визначення переможця в спортивних змаганнях, які закінчилися нічийним результатом у рамках, визначених основними правилами.
Тай-брейки використовують зокрема в тенісі, волейболі та шахах. Для кожного з цих видів є свої правила.

## Теніс
Тай-брейк грається при рахунку 6:6 за геймами в сеті. При тай-брейку гравець, який подавав у сеті першим, виконує одну подачу, після чого його суперник виконує дві подачі, і далі йде зміна подаючого через кожні 2 розіграші. Після кожних шести розіграшів суперники міняються половинами корту. Для перемоги на тай-брейку (а отже, й у сеті) потрібно виграти 7 м'ячів, але принаймні на два більше, ніж у супротивника. Якщо рахунок стає 6:6, гра ведеться доти, доки один з гравців не отримає перевагу у два очки.
У парному розряді з 2006 введений подовжений тай-брейк (інша назва супер-тай-брейк або чемпіонський тай-брейк) до 10 виграних м'ячів. Він проводиться в деяких турнірах при рахунку 1:1 за сетами замість третього вирішального сету.
Зазвичай тай-брейки в сучасну еру граються у всіх тенісних змаганнях, окрім вирішальних сетів на трьох із чотирьох турнірів Великого шлема.
З 2019 року супер-тай-брейк у вирішальному сеті при рахунку 6:6 ввели у всіх розрядах на турнірі Великого шлема Australian Open, а на Wimbledon - при рахунку 12:12.

## Волейбол
У сучасному волейболі вирішальний 5-тий сет — тай-брейк, грається, на відміну від усіх попередніх сетів, до 15-ти, а не до 25-ти набраних очок. Правила такі ж, як і для інших сетів.

## Шахи
Тай-брейк грається за однакової кількості очок у чинного чемпіона й претендента в матчах за звання чемпіона світу з шахів. За правилами чемпіонського матчу тай-брейк складається з чотирьох партій у швидкі шахи. На партію кожному гравцеві дається 25 хвилин з додаванням 10 секунд на кожен хід. Якщо й ці партії закінчуються внічию, граються ще дві бліц-партії, на кожну з яких шахістам відводять по 5 хвилин плюс 3 секунди за хід. Якщо рахунок залишається рівним, грають ще один матч з двох бліц-партій. Загалом, таких матчів може бути щонайбільше п'ять. Якщо й ці 10 партій не виявляють переможця, гросмейстери мають зіграти вирішальну партію «Армагеддон».